# Автобан A25 (Німеччина)
Федеральний автобан A25 (A25, нім. Bundesautobahn 25) — автобан на північному заході Німеччини, що сполучає південний захід Гамбурга з Гестхахтом. A25 також називається Маршенським автобаном, оскільки він пролягає виключно через рівнинну болотисту місцевість Hamburger Vier- und Marschlande і між двох громад у герцогстві Лауенбург.

## Історія
Перші думки про будівництво дороги були висловлені громадянами Гамбурга ще в 1925 році та знову обговорювався в 1960-х роках, коли B 5, що пролягала далі на північ, дедалі більше досягала своєї пропускної здатності. Після того, як п'ять можливих маршрутів були розглянуті в попередньому плануванні, будівельні роботи почалися в 1978 році, а завершення було заплановано на 1981 рік.
Спочатку A 25 мав бути продовжений на південь через Лауенбург, Данненберг, Кліц і Вустермарк до A10.
У районі Гамбурга існували плани щодо продовження через Horner Kreisel (A24), Сіті Норд і аеропорт Гамбурга до A7 біля Нордерштедта. Від планів цього так званого "Osttangente" в основному відмовилися, але все ще існують деякі попередні будівельні роботи, такі як міст Jahnring і Hebebrandstraße над маршрутом, який все ще залишається вільним. Osttangente має проходити тут як продовження Зенгельманштрассе приблизно паралельно S-Bahn до каналу-відгалуження Barmbeker. Це було б перебудовано для A25, а також частини Остербекського каналу. Ділянки землі вздовж запланованої траси автомагістралі в основному залишалися вільними під садові ділянки. Вздовж міського парку найближчими роками на цих територіях планується звести масштабні житлові масиви. Частини планування все ще можна побачити в старих, але все ще чинних планах розвитку міста Гамбурга. Прикладом цього є «План розвитку Eilbek5/Marienthal3». Тут все ще містяться детальні плани маршруту та окремих під’їзних шляхів.